# Ommatotriton
Ommatotriton là một chi động vật lưỡng cư trong họ Salamandridae, thuộc bộ Caudata. Chi này có 2 loài và không bị đe dọa tuyệt chủng.